# Hygrocybe glutinipes

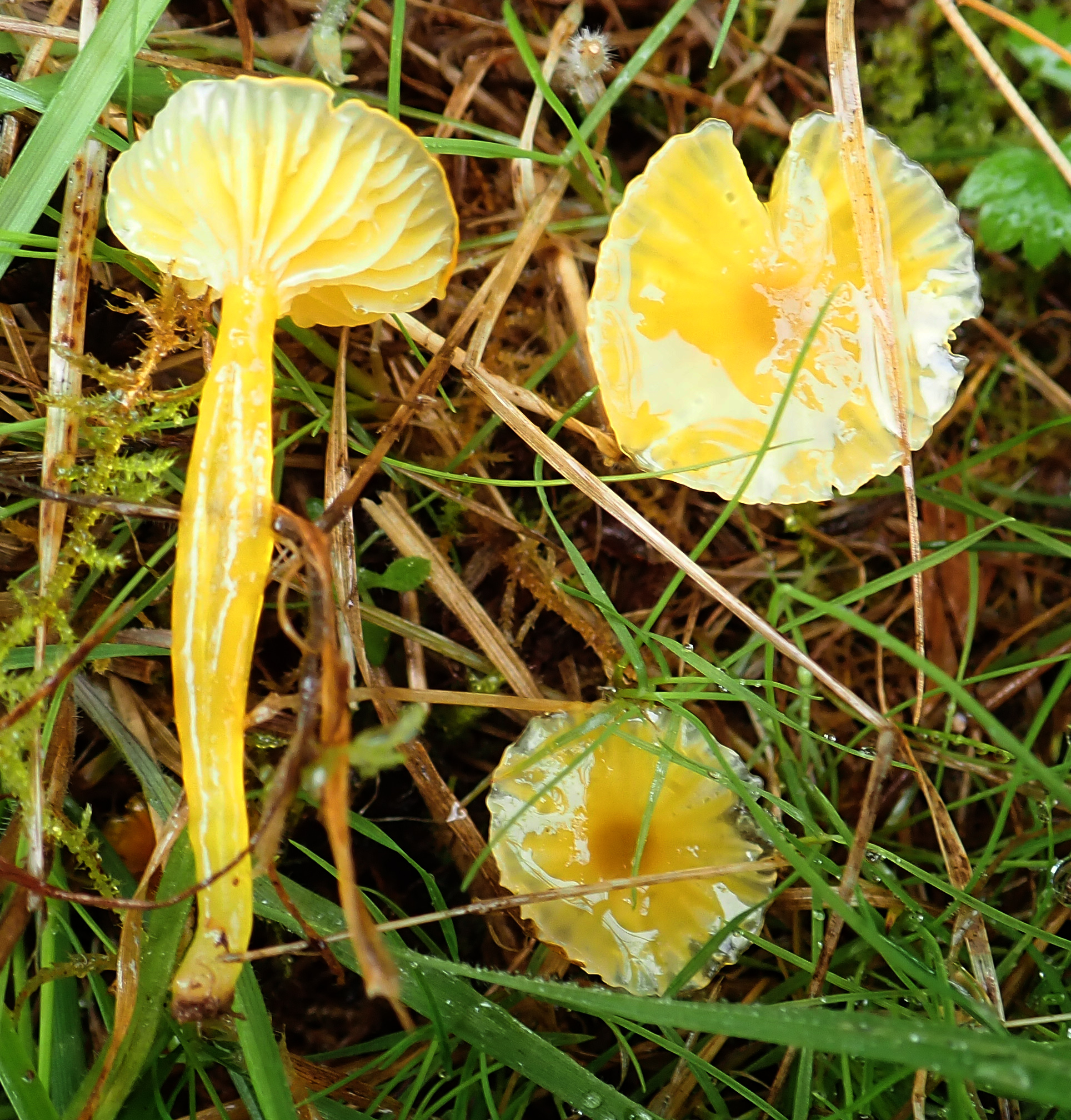

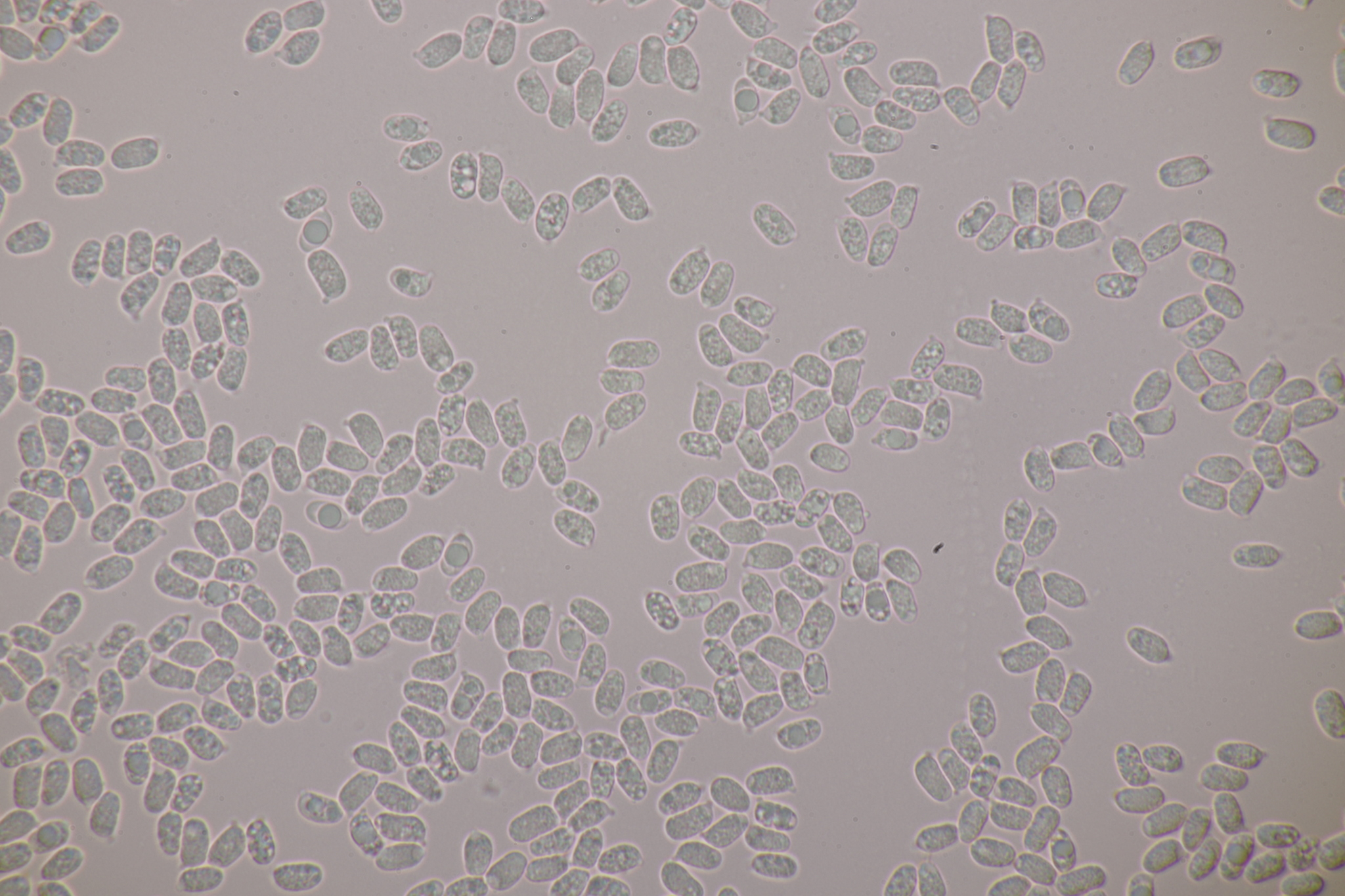

Hygrocybe glutinipes (J.E. Lange) R. Haller Aar. – gatunek grzybów z rodziny wodnichowatych (Hygrophoraceae).

## Systematyka i nazewnictwo
Pozycja w klasyfikacji według Index Fungorum: Hygrocybe, Hygrophoraceae, Agaricales, Agaricomycetidae, Agaricomycetes, Agaricomycotina, Basidiomycota, Fungi.
Po raz pierwszy takson ten zdiagnozował w 1940 r. Jakob Emanuel Lange jako odmianę jednego z gatunków wilgotnic, nadając mu nazwę Hygrocybe citrina var. glutinipes. Obecną, uznaną przez Index Fungorum nazwę nadał mu w 1956 r. R. Haller Aar, podnosząc go do rangi gatunku.
Synonimy nazwy naukowej:
- Gliophorus glutinipes (J.E. Lange) Kovalenko 1988
- Hygrocybe aurantioviscida Arnolds 1982
- Hygrocybe citrina var. glutinipes J.E. Lange 1940
- Hygrocybe glutinipes (J.E. Lange) R. Haller Aar. 1956, var. glutinipes
- Hygrocybe glutinipes var. rubra Bon 1983
- Hygrocybe glutinipes var. rubra R. Kristiansen 1993
- Hygrophorus glutinipes (J.E. Lange) P.D. Orton 1960
- Hygrophorus glutinipes (J.E. Lange) P.D. Orton 1960, var. glutinipes
- Hygrophorus glutinipes var. rubra Bon[2].

## Morfologia
Kapelusz
Średnica 0,5–3 cm, początkowo wypukły, dzwonkowaty lub prawie półkulisty, potem przechodzący w szeroko wypukły, szeroko dzwonowaty lub prawie płaski, śluzowaty, nagi, jasnopomarańczowy do jasnoczerwono-pomarańczowego, przechodzący w jaśniejszy pomarańcz. Brzeg czasami słabo pomarszczony.
Blaszki
Mniej lub bardziej zbiegające, dość rzadkie z dość licznymi międzyblaszkami, pomarańczowe lub blado pomarańczowe.
Trzon
Wysokość 2–4 cm, grubość 0,2–0,6 cm, walcowaty, śluzowaty, nagi, tej samej barwy co kapelusz lub jaśniejszy.
Miąższ
Cienki, tej samej barwy co kapelusz lub jaśniejszy, bez wyraźnego zapachu i smaku.
Cechy mikroskopowe
Podstawki o długości do 45 µm, 4-sterygmowe. Cystyd brak. Zarodniki 6-9 × 3,5-5 µm, elipsoidalne, gładkie, szkliste, w KOH szkliste, nieamyloidalne. Trama blaszek równoległa. Skórka typu ixotrichoderma, złożona ze strzępek o szerokości 2–4 µm.

## Występowanie
Opisano występowanie Hygrocybe glutinipes w Ameryce Północnej, Europie, Azji, Afryce i Australii. Najwięcej stanowisk podano w Europie; jest tu rozprzestrzeniony na całym kontynencie. W Polsce do 2003 r. nie był notowany, ale znaleziono go w latach późniejszych (jako Hygrocybe glutinipes var. glutinipes). Aktualne stanowiska podaje także internetowy atlas grzybów. Znajduje się w nim na liście gatunków zagrożonych i wartych objęcia ochroną.
Grzyb naziemny zwykle pojawiający się późną wiosną w lasach, często wśród mchów, ale czasami na gołej glebie.